# Stanley Jackson
Stanley Leon Jackson (Tuskegee, Alabama, 10 de octubre de 1970) es un jugador de baloncesto profesional de nacionalidad estadounidense y pasaporte francés, ya retirado, cuya mayor parte de carrera deportiva transcurrió en distintos clubes de competiciones europeas.
Sus mayores éxitos deportivos fueron el subcampeonato de Copa del Rey que logró en 1997 cuando militaba en las filas del Cáceres CB de la liga ACB y el de la Copa Saporta que conquistó cuando formaba parte del ES Chalon de la LNB.
En 1996 se proclamó campeón del concurso de mates celebrado en el marco del All-Stars de la liga ACB que se llevó a cabo en la ciudad de Cáceres.